# Aokigahara
Aokigahara (青木ヶ原?), också känt som Trädens hav (樹海 Jukai?), är en 35 kvadratkilometer stor skog belägen vid foten av berget Fuji i Japan. På grund av bristen på djurliv är skogen känd för att vara exceptionellt tyst.[källa behövs]

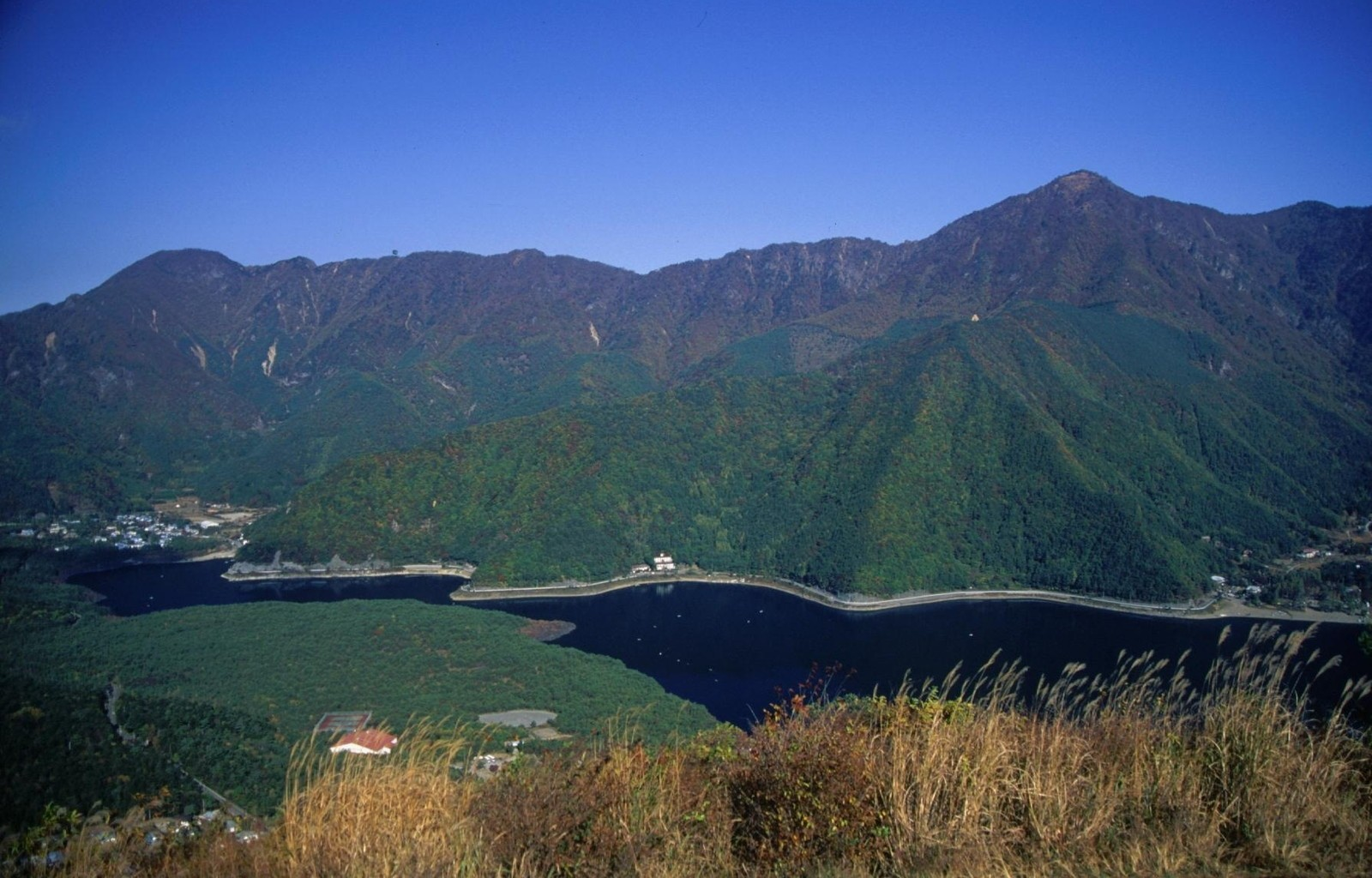
Aokigahara och Saikosjön, sedda från Koyodai 1995.

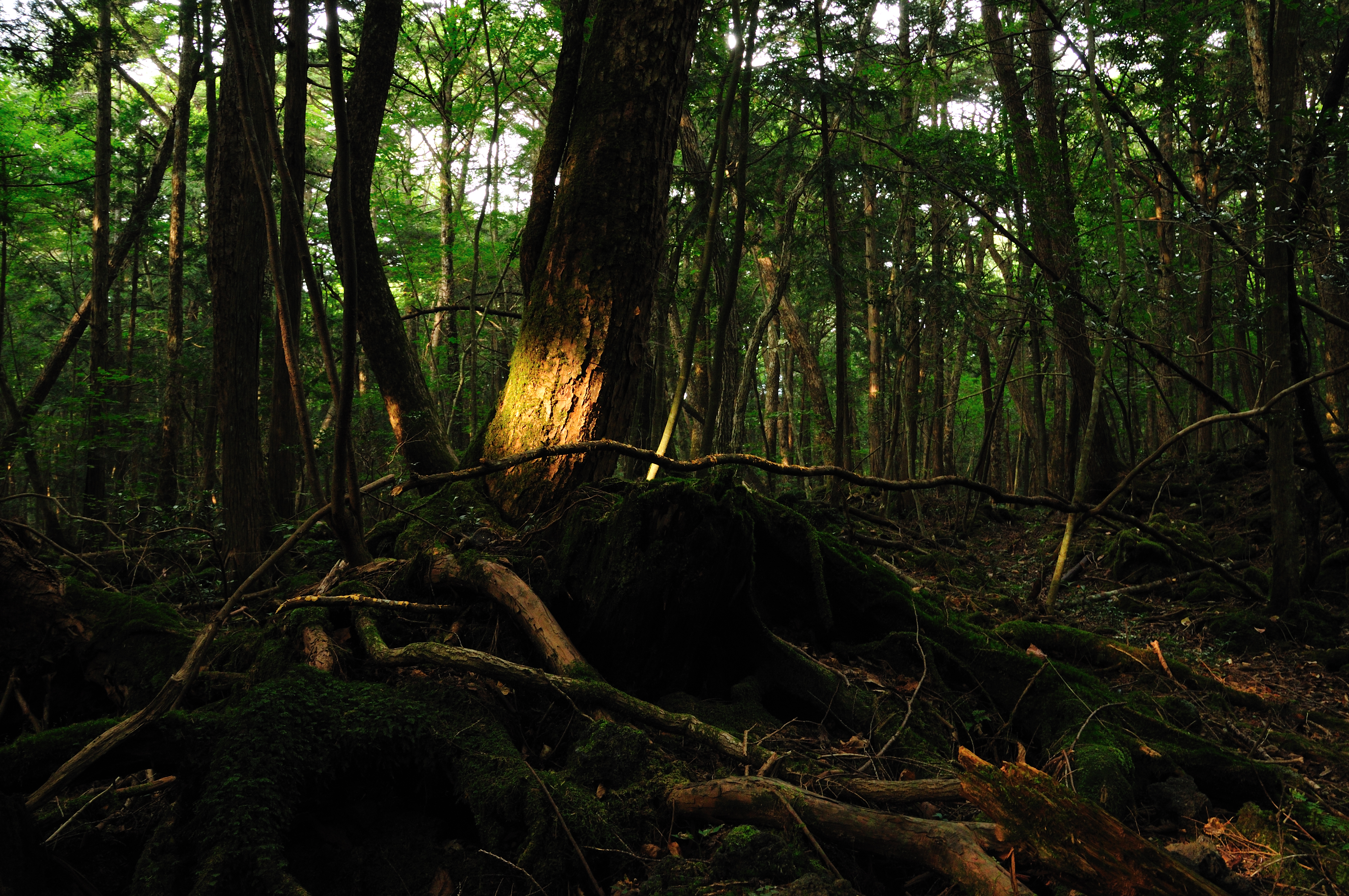
Aokigahara 2008.

Enligt japansk mytologi finns demoner i skogen. Skogen är också känd för det stora antal självmord som årligen sker där, 54 stycken år 2010.